# Bunium chabertii
Bunium chabertii là một loài thực vật có hoa trong họ Hoa tán. Loài này được (Batt.) Batt. mô tả khoa học đầu tiên năm 1904.